# San Basilio (Italia)
San Basilio (en sardo: Santu 'Asili 'e Monti) es un municipio de Italia de 1.414 habitantes en la provincia de Cerdeña del Sur, región de Cerdeña. Está situado a 35 km al norte de Cagliari.
La actividad económica de mayor importancia es la ganadería. Entre los lugares de interés se encuentra el radiotelescopio SRT, las termas romanas y un convento griego medieval.

## Evolución demográfica
| Gráfica de evolución demográfica de San Basilio entre 1861 y 2001 |
|                                                                   |
| Fuente ISTAT - Elaboración gráfica de Wikipedia                   |